# NGC 7209
NGC 7209 (również OCL 215) – gromada otwarta znajdująca się w gwiazdozbiorze Jaszczurki. Przyjmuje się, że w jej skład wchodzi około 100 młodych gwiazd i oddalona jest od Ziemi o około 3810 lat świetlnych. Odkrył ją William Herschel 19 października 1788 roku. Jest tam wiele gwiazd 10. i 11. wielkości, w tym dwie czerwone.